# اکارلاهالی
اکارلاهالی (به انگلیسی: Acharlahalli) یک روستا در هند است که در کارناتاکا واقع شده‌است.